# Oosterburen (Eemsdelta)
Oosterburen is een streek in de Nederlandse gemeente Eemsdelta in de provincie Groningen. De streek ligt, vanaf Middelstum gezien, langs een doodlopende weg in noordoostelijke richting. Aan het begin van de streek stond tot in de negentiende eeuw de borg Ewsum. Het borgterrein is nog aanwezig, met een klein restant van de oude borg.
Groningen: Steden en dorpen      Nederland: Provincies · Gemeenten